# اتحاد الفاشيين البريطاني

شعار اتحاد الفاشيين البريطاني

اتحاد الفاشيين البريطاني (يرمز له اختصاراً BUF (ملاحظة 1)) كان حزباً سياسياً فاشياً في المملكة المتحدة أسسه أوزوالد موزلي سنة 1932.
غيّر الحزب اسمه سنة 1936 إلى اتحاد الفاشيين والاشتراكيين الوطنيين البريطاني؛ ثمّ إلى الاتحاد البريطاني سنة 1937. وصل عدد أعضاء الحزب في فترة زمنية إلى حوالي 50 ألف. حُظِرَ الحزب سنة 1940 بعد بداية الحرب العالمية الثانية.